# 贾春梅
贾春梅（1960年—），河北武安人，汉族，中华人民共和国政治人物、第十二届全国人民代表大会河北地区代表。
毕业于河北大学，加入中国共产党，担任河北省邯郸市检察院副检察长。2008年起担任全国人大代表。2013年，被选为全国人大代表。